# Wereldkampioenschappen beachvolleybal

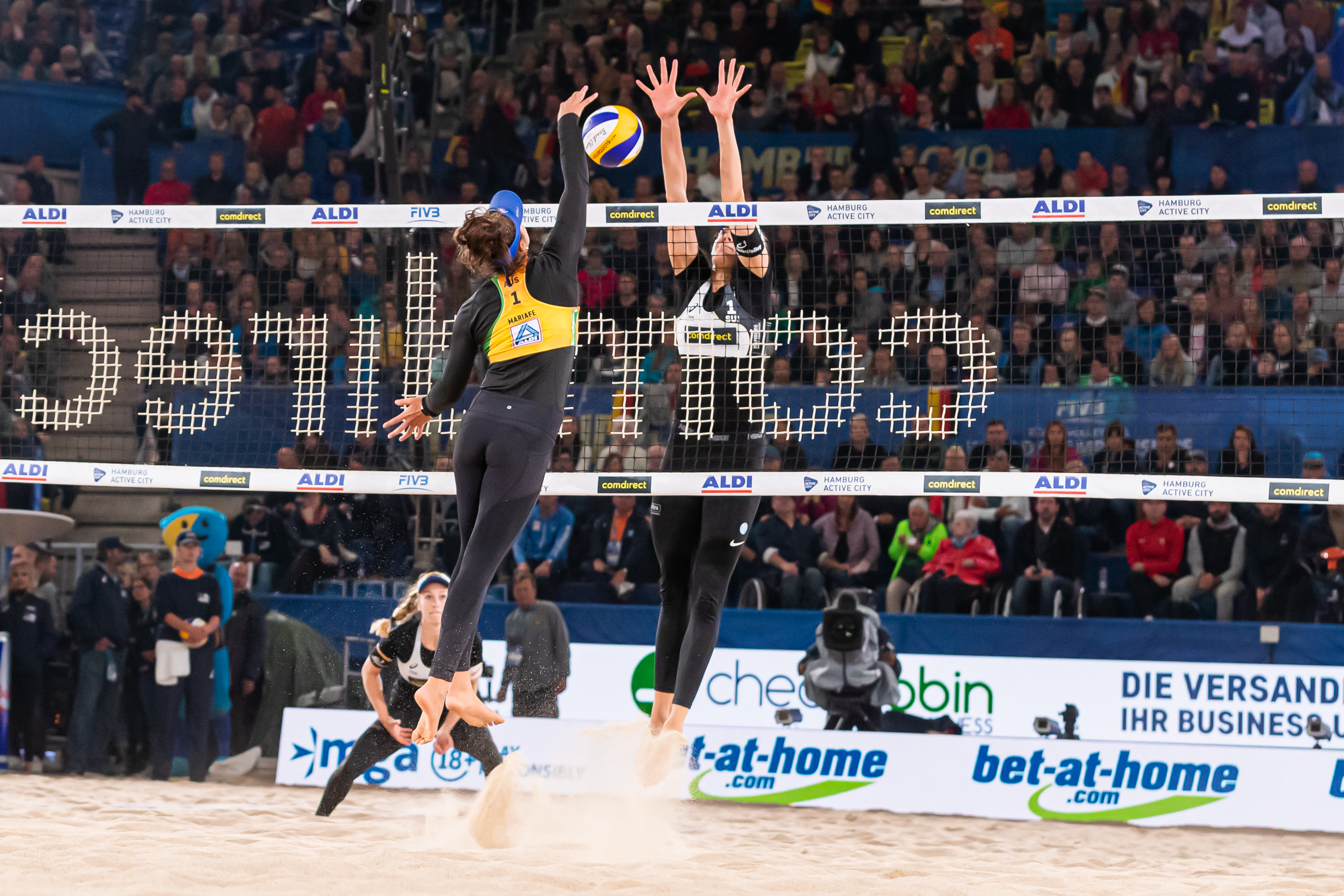
Wedstrijd tussen Mariafe en Clancy (Australië) en Hüberli en Betschart (Zwitserland) bij de WK in Hamburg (2019)

De wereldkampioenschappen beachvolleybal zijn het internationale sporttoernooi om de wereldtitels beachvolleybal. Het toernooi wordt onder toezicht van de wereldvolleybalbond (FIVB) iedere twee jaar in een andere gaststad georganiseerd. De eerste wereldkampioenschappen vonden in 1997 in Los Angeles plaats. Sindsdien is het toernooi in totaal veertien keer georganiseerd. 
Brazilië is met dertien wereldtitels het meest succesvolle land, gevolgd door de Verenigde Staten met zes titels. De Amerikaansen Misty May-Treanor en Kerri Walsh Jennings zijn individueel en als team het meest succesvol (driemaal goud, eenmaal zilver). Bij de mannen is de Braziliaan Emanuel Rego de meest succesvolle speler (driemaal goud). De wereldkampioenschappen gelden samen met de Olympische Spelen als de belangrijkste internationale beachvolleybaltoernooien.

## Achtergrond
In 1987 organiseerde de FIVB in Rio de Janeiro voor het eerst een beachvolleybaltoernooi (enkel voor mannen). In 1988 en 1989 werden er wederom losse toernooien in Rio de Janeiro gehouden. In juli 1989 kwamen vervolgens de FIVB Beach Volleybal World Series tot stand, bestaande uit drie toernooien voor mannen. In 1992/93 werden de World Series voor het eerst ook voor vrouwen georganiseerd. Tot en met het seizoen 1995/96 golden de toernooien in Rio de Janeiro als officieuze wereldkampioenschappen. In 1996 stond beachvolleybal voor het eerst op de Olympische Spelen en in 1997 werden in Los Angeles de eerste officiële wereldkampioenschappen georganiseerd.

## Format
Het format van de wereldkampioenschappen is door de jaren heen veranderd. In 1997 en 1999 kenden de kampioenschappen naast het hoofdtoernooi ook een kwalificatietoernooi. Via het kwalificatietoernooi plaatste een deel van de teams zich voor het hoofdtoernooi. Aan het hoofdtoernooi deden per geslacht 32 teams mee en de wedstrijden werden via een knock-outsysteem gespeeld. In 1999 speelden de teams via een systeem van dubbele uitschakeling, waarbij de verliezers in de herkansingsronde minimaal nog een wedstrijd speelden. Vanaf 2001 wordt er geen apart kwalificatietoernooi meer georganiseerd, doen er in de regel 48 teams per geslacht mee en kent het toernooi naast een knock-outfase (met directe uitschakeling) ook een groepsfase. De wereldkampioenschappen van 2005 zijn hierop de uitzondering. Daar speelden 48 teams per geslacht volgens een systeem van dubbele uitschakeling net als in 1999.
Het prijzengeld is voor beide geslachten gelijk en is van 1997 tot en met 2023 gegroeid van 300 duizend naar 500 duizend dollar per geslacht.

## Edities
| Editie | Jaar | Land             | Plaats         | Datum                  | Winnaar medaillespiegel |
| ------ | ---- | ---------------- | -------------- | ---------------------- | ----------------------- |
| 15     | 2025 | Australië        | Adelaide       | 14 t/m 23 november     |                         |
| 14     | 2023 | Mexico           | Tlaxcala       | 6 t/m 15 oktober       | Verenigde Staten        |
| 13     | 2022 | Italië           | Rome           | 10 t/m 19 juni         | Brazilië                |
| 12     | 2019 | Duitsland        | Hamburg        | 28 juni t/m 7 juli     | Canada Rusland          |
| 11     | 2017 | Oostenrijk       | Wenen          | 28 juli t/m 6 augustus | Brazilië                |
| 10     | 2015 | Nederland        | Den Haag       | 26 juni t/m 5 juli     | Brazilië                |
| 9      | 2013 | Polen            | Stare Jabłonki | 1 t/m 7 juni           | Nederland China         |
| 8      | 2011 | Italië           | Rome           | 13 t/m 19 juni         | Brazilië                |
| 7      | 2009 | Noorwegen        | Stavanger      | 28 juli t/m 6 augustus | Verenigde Staten        |
| 6      | 2007 | Zwitserland      | Gstaad         | 24 t/m 29 juli         | Verenigde Staten        |
| 5      | 2005 | Duitsland        | Berlijn        | 21 t/m 26 juni         | Brazilië                |
| 4      | 2003 | Brazilië         | Rio de Janeiro | 7 t/m 19 oktober       | Brazilië                |
| 3      | 2001 | Oostenrijk       | Klagenfurt     | 1 t/m 5 augustus       | Brazilië                |
| 2      | 1999 | Frankrijk        | Marseille      | 19 t/m 25 juli         | Brazilië                |
| 1      | 1997 | Verenigde Staten | Los Angeles    | 10 t/m 13 september    | Brazilië                |

## Medailles

### Mannen
| Jaar | Plaats         | Goud | Goud                                     | Zilver | Zilver                                  | Brons | Brons                                 |
| ---- | -------------- | ---- | ---------------------------------------- | ------ | --------------------------------------- | ----- | ------------------------------------- |
| 1997 | Los Angeles    | BRA  | Rogerio Ferreira Guilherme Marques       | USA    | Canyon Ceman Mike Whitmarsh             | USA   | Dain Blanton Kent Steffes             |
| 1997 | Los Angeles    | BRA  | Rogerio Ferreira Guilherme Marques       | USA    | Canyon Ceman Mike Whitmarsh             | BRA   | Paulão Moreira Paulo Emilio Silva     |
| 1999 | Marseille      | BRA  | José Loiola Emanuel Rego                 | SUI    | Martin Laciga Paul Laciga               | BRA   | Rogerio Ferreira Guilherme Marques    |
| 2001 | Klagenfurt     | ARG  | Mariano Baracetti Martín Conde           | BRA    | José Loiola Ricardo Santos              | NOR   | Vegard Høidalen Jørre Kjemperud       |
| 2003 | Rio de Janeiro | BRA  | Emanuel Rego Ricardo Santos              | USA    | Dax Holdren Stein Metzger               | BRA   | Márcio Araújo Benjamin Insfran        |
| 2005 | Berlijn        | BRA  | Márcio Araújo Fábio Luiz Magalhães       | SUI    | Sascha Heyer Paul Laciga                | GER   | Julius Brink Kjell Schneider          |
| 2007 | Gstaad         | USA  | Phil Dalhausser Todd Rogers              | RUS    | Dmitri Barsoek Igor Kolodinski          | AUS   | Andrew Schacht Joshua Slack           |
| 2009 | Stavanger      | GER  | Julius Brink Jonas Reckermann            | BRA    | Harley Marques Alison Cerutti           | USA   | Phil Dalhausser Todd Rogers           |
| 2011 | Rome           | BRA  | Emanuel Rego Alison Cerutti              | BRA    | Márcio Araújo Ricardo Santos            | GER   | Julius Brink Jonas Reckermann         |
| 2013 | Stare Jabłonki | NED  | Alexander Brouwer Robert Meeuwsen        | BRA    | Ricardo Santos Álvaro Morais Filho      | GER   | Jonathan Erdmann Kay Matysik          |
| 2015 | Den Haag       | BRA  | Alison Cerutti Bruno Schmidt             | NED    | Reinder Nummerdor Christiaan Varenhorst | BRA   | Pedro Solberg Evandro Gonçalves       |
| 2017 | Wenen          | BRA  | Evandro Gonçalves André Loyola           | AUT    | Clemens Doppler Alexander Horst         | RUS   | Nikita Ljamin Vjatsjeslav Krasilnikov |
| 2019 | Hamburg        | RUS  | Oleg Stojanovski Vjatsjeslav Krasilnikov | GER    | Julius Thole Clemens Wickler            | NOR   | Anders Mol Christian Sørum            |
| 2022 | Rome           | NOR  | Anders Mol Christian Sørum               | BRA    | Renato Lima Vitor Felipe                | BRA   | André Loyola George Wanderley         |
| 2023 | Tlaxcala       | CZE  | Ondřej Perušič David Schweiner           | SWE    | David Åhman Jonatan Hellvig             | POL   | Bartosz Łosiak Michał Bryl            |

### Vrouwen
| Jaar | Plaats         | Goud | Goud                               | Zilver | Zilver                            | Brons | Brons                              |
| ---- | -------------- | ---- | ---------------------------------- | ------ | --------------------------------- | ----- | ---------------------------------- |
| 1997 | Los Angeles    | BRA  | Sandra Pires Jackie Silva          | USA    | Lisa Arce Holly McPeak            | BRA   | Shelda Bede Adriana Behar          |
| 1997 | Los Angeles    | BRA  | Sandra Pires Jackie Silva          | USA    | Lisa Arce Holly McPeak            | USA   | Karolyn Kirby Nancy Reno           |
| 1999 | Marseille      | BRA  | Shelda Bede Adriana Behar          | USA    | Annett Davis Jenny Johnson Jordan | USA   | Liz Masakayan Elaine Youngs        |
| 2001 | Klagenfurt     | BRA  | Shelda Bede Adriana Behar          | BRA    | Tatiana Minello Sandra Pires      | CZE   | Eva Celbová Soňa Nováková          |
| 2003 | Rio de Janeiro | USA  | Misty May-Treanor Kerri Walsh      | BRA    | Shelda Bede Adriana Behar         | AUS   | Natalie Cook Nicole Sanderson      |
| 2005 | Berlijn        | USA  | Misty May-Treanor Kerri Walsh      | BRA    | Juliana Felisberta Larissa França | CHN   | Tian Jia Wang Fei                  |
| 2007 | Gstaad         | USA  | Misty May-Treanor Kerri Walsh      | CHN    | Tian Jia Wang Jie                 | BRA   | Juliana Felisberta Larissa França  |
| 2009 | Stavanger      | USA  | April Ross Jennifer Kessy          | BRA    | Juliana Felisberta Larissa França | BRA   | Talita Antunes Maria Antonelli     |
| 2011 | Rome           | BRA  | Juliana Felisberta Larissa França  | USA    | Misty May-Treanor Kerri Walsh     | CHN   | Xue Chen Zhang Xi                  |
| 2013 | Stare Jabłonki | CHN  | Xue Chen Zhang Xi                  | GER    | Karla Borger Britta Büthe         | BRA   | Liliane Maestrini Bárbara Seixas   |
| 2015 | Den Haag       | BRA  | Bárbara Seixas Ágatha Bednarczuk   | BRA    | Taiana Lima Fernanda Alves        | BRA   | Maria Antonelli Juliana Felisberta |
| 2017 | Wenen          | GER  | Laura Ludwig Kira Walkenhorst      | USA    | Lauren Fendrick April Ross        | BRA   | Talita Antunes Larissa França      |
| 2019 | Hamburg        | CAN  | Sarah Pavan Melissa Humana-Paredes | USA    | Alexandra Klineman April Ross     | AUS   | Taliqua Clancy Mariafe Artacho     |
| 2022 | Rome           | BRA  | Eduarda Santos Ana Patrícia Silva  | CAN    | Sophie Bukovec Brandie Wilkerson  | GER   | Svenja Müller Cinja Tillmann       |
| 2023 | Tlaxcala       | USA  | Sara Hughes Kelly Cheng            | BRA    | Eduarda Santos Ana Patrícia Silva | USA   | Kristen Nuss Taryn Kloth           |

### Medaillespiegel
| Plaats | Land             | Goud | Zilver | Brons | Totaal |
| 1      | Brazilië         | 13   | 11     | 11    | 35     |
| 2      | Verenigde Staten | 6    | 7      | 5     | 18     |
| 3      | Duitsland        | 2    | 2      | 4     | 8      |
| 4      | China            | 1    | 1      | 2     | 4      |
| 5      | Rusland          | 1    | 1      | 1     | 3      |
| 6      | Canada           | 1    | 1      | 0     | 2      |
| 6      | Nederland        | 1    | 1      | 0     | 2      |
| 7      | Noorwegen        | 1    | 0      | 2     | 3      |
| 8      | Tsjechië         | 1    | 0      | 1     | 2      |
| 9      | Argentinië       | 1    | 0      | 0     | 1      |
| 10     | Zwitserland      | 0    | 2      | 0     | 2      |
| 11     | Oostenrijk       | 0    | 1      | 0     | 1      |
| 11     | Zweden           | 0    | 1      | 0     | 1      |
| 13     | Australië        | 0    | 0      | 3     | 3      |
| 14     | Polen            | 0    | 0      | 1     | 1      |
| Totaal | Totaal           | 28   | 28     | 30    | 86     |